# Puligny-montrachet (AOC)
Pour la commune homonyme, voir Puligny-Montrachet.
Le puligny-montrachet est un vin français d'appellation d'origine contrôlée, produit sur une partie de la commune de Puligny-Montrachet, dans le département de la Côte-d'Or.
Ce vin, produit essentiellement en blanc sec à partir de chardonnay, fait partie des appellations communales du vignoble de la côte de Beaune ; à peu près la moitié des vignes est classée en premiers crus. La réputation de grande qualité du puligny-montrachet s'est construite notamment grâce à la proximité du grand cru qu'est le montrachet.

## Histoire
Si la production viticole à cet endroit est très ancienne, la réputation de ce vin blanc ne commence à se faire qu'au XVIIIe siècle, vendu alors souvent sous le nom de « Morachet » ou de « Mont-Rachet ». Les vins de Puligny deviennent ceux de Puligny-Montrachet en 1878, puis un jugement de 1921 délimite le Montrachet et interdit d'en usurper le nom. Reprenant cette séparation, deux appellations sont créées en 1937, l'une portant le nom du cru (montrachet), l'autre portant le nom du village.

### Naissance du vignoble
Le début de la culture de la vigne le long de la côte d'Or est difficile à dater, faute de preuve. 
Les sources antiques sont imprécises : l'édit de l'empereur romain Domitien en 92 de notre ère interdit la plantation de nouvelles vignes hors d'Italie et ordonne d'arracher une partie des vignes en Gaule lyonnaise, aquitaine et narbonnaise afin de limiter la concurrence et de favoriser la production de céréales. Les effets de cet édit sont inconnus, ces vignobles sont supposés survivre. Puis Probus annula cet édit en 280. En 312, Eumène rédigea la première description du vignoble de la côte d'Or, appelé alors le pagus Arebrignus, essentiellement sur le territoire des Éduens.
En fonction des historiens consultés, la viticulture bourguignonne remonterait soit à la période romain (au plus tard au IIIe siècle de notre ère), soit à celle des Gaulois (au IIe siècle avant notre ère, voire dès le VIe).
Les fouilles archéologiques du XXIe siècle fournissent quelques précisions sur le Ier siècle : d'abord la production d'amphores vinaires (de type « gauloise 4 ») à partir de l'an 60 à Gueugnon et à Chalon-sur-Saône ; ensuite la mise au jour de serpettes à vendanger datant de l'Empire romain, de villas à « descentes de caves » pour les barriques à Brognon (La Rente de Mars, maintenant sous l'aire d'autoroute de Dijon-Spoy) et à Rouvres-en-Plaine (Derrière le Vau), ainsi que de la villa à pressoir des Tuillières à Selongey ; enfin la fouille du lieu-dit « Au-dessus de Bergis » à Gevrey-Chambertin en 2008-2009, interprétée comme étant les restes d'une vigne en pergolette sur plaine argileuse. Ce vignoble de plaine se serait implanté sur le coteau seulement à partir du haut Moyen Âge, avec aménagement progressif d'un parcellaire délimité par des haies, des murs, des murgers, des terrasses et des chemins.

### Premières mentions
La paroisse de « Pulyniacus » figure sur le cartulaire de l'abbaye de Cluny, après la donation de l'église en 1094. Durant la période médiévale, le christianisme favorise l'extension de la vigne par la création de domaines viticoles par les institutions ecclésiastiques. À partir de 1184, les cisterciens de l'abbaye de Maizières (située en aval de la Dheune, à Saint-Loup-Géanges) ont une vigne et une grange à Blagny. Le Montrachet est mentionné en 1252 sous la forme « mont Rachaz ». En août 1395, le duc de Bourgogne Philippe le Hardi décida d'améliorer la qualité des vins et interdit la culture du gamay au profit du pinot noir sur ses terres : cet ordre est renouvelé plusieurs fois, ce qui fait douter de son efficacité. À la mort de Charles le Téméraire, le vignoble de Bourgogne fut rattaché à la France, sous le règne de Louis XI.
En 1728, l'abbé Claude Arnoux (1695-1770) vente les mérites du vin blanc local :

« Puligny est un vignoble attenant Mulsault, mais beaucoup plus dans la plaine, qui produit de très bons vins blancs ; ils sont à peu près de la même qualité que les vins de Mulsault, mais leur renommée n'est pas divulguée, & ce nom est presqu'inconnu. [...] Morachet est un petit terroir entre Chassagne & Puligny dans la plaine, qui est en possession d'une veine de terre, qui rend son terrein unique dans son espèce ; il produit un vin blanc le plus curieux, & le plus délicieux de France ; il n'y a point de vin de Côte rotie, ny Muscat, ny Frontignan qui l'égale : il en produit une très petite quantité, aussi se vend il très cher ; & pour en avoir une petite portion, il faut s'y prendre une année auparavant ; parce-que ce vin est toujours retenu avant qu'il soit fait. Mais il faut bien prendre garde de d'y être trompé, car les vignes voisines de ce clos participent un peu de sa qualité & passent quelquefois pour Morachet : c'est pourquoy pour en avoir il faut s'assurer d'un fidèle correspondant. Ce vin a des qualitez, dont la langue latine & la langue françoise ne peuvent exprimer la douceur ; j'en ay bu de six & sept feuilles dont je ne puis exprimer la délicatesse & l'excellence. »

— Claude Arnoux, Dissertation sur la situation de Bourgogne et sur les vins quelle produit, Londres, P. du Noyer, 1728, 64 p. (BNF 30031234), p. 45-46, lire en ligne sur Gallica.

### Développement des transports

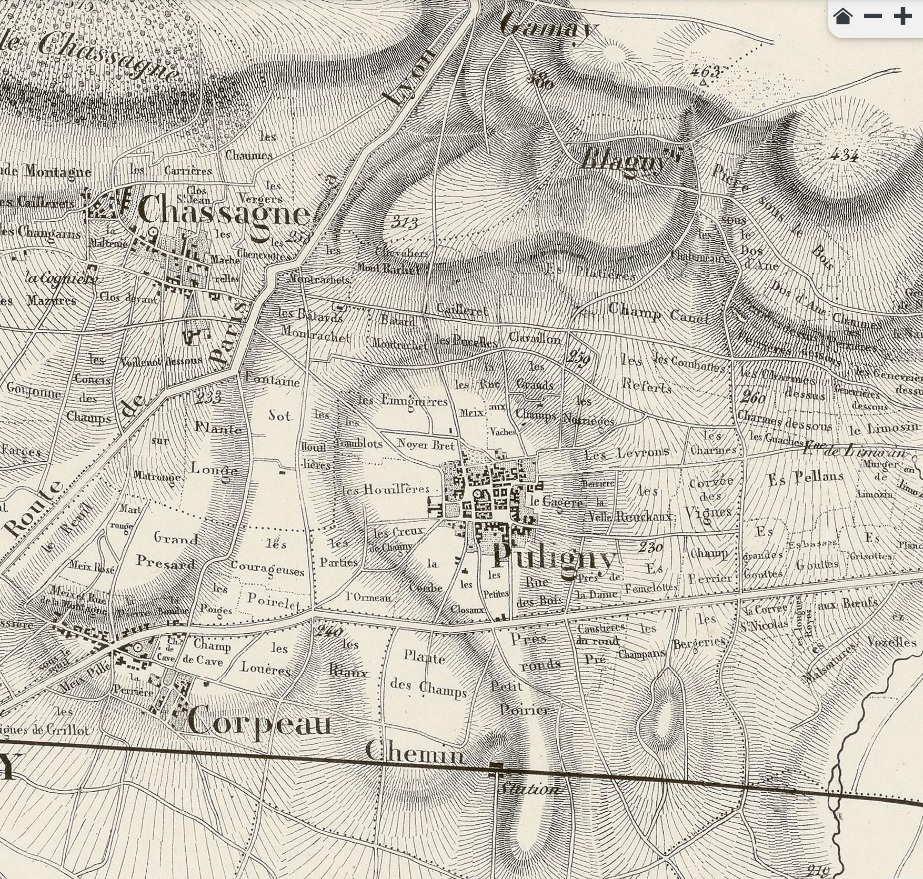
Plan de Puligny (Puligny-Montrachet à partir de 1878) publié en 1855, montrant certains de ses climats actuels : trois grands crus (Mont-Rachet, Chevaliers et Bâtard), sept des premiers crus, treize en appellation village et 17 en appellation bourgogne. Le nord est à droite, la route de Paris passe au sud et la voie ferrée PLM à l'est.

Le transport du vin sur les longues distances se fait jusqu'à l'époque contemporaine de préférence par la voie fluviale (par les axes Saône-Rhône et Yonne-Seine), mais l'amélioration du réseau routier au XVIIIe siècle (routes refaites et entretenues) profite aux vignobles desservis. Jusqu'à la Révolution, la liaison entre Paris et Lyon se fait par la grande route passant par Auxerre, Autun, Couches et Chalon (l'actelle D978). Il s'agit d'une chaussée empierrée, pas pavée mis-à-part pour la traversée des villes. Le vignoble de la côte d'Or est en 1789 pour les voyageurs à trois jours de diligence du marché parisien.
Par le décret du 2 novembre 1789, la Constituante met les biens ecclésiastiques « à la disposition de la nation », qui les vend aux enchères en tant que biens nationaux ; la même mesure est appliquée à partir de 1792 aux biens de la noblesse émigrée : nombre de parcelles changent ainsi de mains. En 1804, la promulgation du Code civil généralise le partage entre les héritiers, ce qui entraine un lent morcellement des propriétés. Sous le Premier Empire, la route reliant Paris à l'Italie est refaite à neuf, avec un nouveau tracé évitant désormais Autun, en passant par La Rochepot, Saint-Aubin et Chassagne. En 1811, cette route prend le nom de « route impériale no 7 », puis en 1824 de « route royale no 6 » et en 1830 de « route nationale no 6 »,. La côte est désormais à une journée de diligence de Paris.
En 1832, la liaison entre le vignoble de Bourgogne et son principal marché (Paris) s'améliore avec l'ouverture du canal de Bourgogne ; puis en 1849 avec l'inauguration de la ligne de chemin de fer desservant Chagny et remontant vers Dijon en suivant le pied de la côte. Mais l'extension du réseau encore plus loin vers le sud (la ligne PLM) met à mal pendant la seconde moitié du XIXe siècle la partie du vignoble de Bourgogne qui produisait des vins de consommation courante (produit en général avec du gamay) : ces vins entrent en concurrence avec ceux des autres vignobles, notamment ceux de la plaine du Languedoc et d'Algérie, moins chers, plus foncés et plus alcoolisés. Au milieu du XIXe siècle, Puligny produit surtout du rouge ordinaire à base de gamay, puis progressivement le chardonnay remplace les cépages noirs sur presque tout le vignoble communale.

« La plus grande partie du vignoble de cette commune est consacré à la culture du gamet. Néanmoins, sur les portions moyennes et supérieures du magnifique coteau où est situé le hameau de Blagny, on récolte des vins blancs d'une qualité tout exceptionnelle et des vins rouges qui peuvent aller de pair avec les meilleurs de la côte de Beaune. »

— Jean Lavalle, Histoire et statistique de la vigne et des grands vins de la côte-d'Or, 1855, p. 154-155.
Les vins de Puligny deviennent ceux de Puligny-Montrachet en 1878, la commune collant le nom de son cru au nom du village pour en capter le prestige, imitant en cela la majorité des communes de la côte (Gevrey la première dès 1847) ; Chassagne le fait en 1879. À la fin du XIXe siècle arrivent deux nouveaux fléaux de la vigne (après la pyrale et l'oïdium) : d'abord le mildiou, maladie cryptogamique traité avec du sulfate de cuivre (la bouillie bordelaise), ensuite et surtout le phylloxéra. Cet insecte térébrant venu d'Amérique mis très fortement à mal le vignoble à partir de 1878, entraînant à terme la mort de la totalité des vignes. La seule parade trouvée est le replantage intégral avec greffage sur des pieds américains capables de vivre en présence du phylloxéra.

### Création de l'appellation
La création des appellations d'origine par la loi du 6 mai 1919 oblige les producteurs et le commerce à donner aux vins des noms conformes à leur origine, ce qui permet le 17 février 1921 à huit négociants et propriétaires possessionnés sur les pentes du Montrachet (mené par Julien Bouchard) d'intenter un procès aux propriétaires voisins (ceux sur « soit Chevalier Montrachet, soit Bâtard Montrachet, soit Bienvenues, soit Pucelles soit Autrement ») qui vendent du vin sous le nom de « Montrachet ». La décision de justice du 12 mai 1921 donne raison aux demandeurs.
Reprenant la délimitation du jugement de 1921, les décrets du 31 juillet 1937 créent officiellement les appellations puligny-montrachet, montrachet, chevalier-montrachet, bâtard-montrachet et blagny (presque toutes les appellations bourguignonnes sont créées par cette série de décrets). Le dernier grand cru de la commune, bienvenues-bâtard-montrachet, obtient son appellation par le décret du 13 juin 1939. Ces textes sont ensuite modifiés ou développés jusqu'à devenir un cahier des charges pour chaque appellation par les décrets du 14 octobre 1943 (création des premiers crus), du 16 mars 1963, du 21 mai 1970, du 29 août 2002, du 2 octobre 2009 et du 12 octobre 2011 (passage en AOP, l'équivalent européen de l'AOC).
L'appellation connait ensuite les mêmes évolutions que ses voisines : les viticulteurs (ceux qui cultivent la vigne) vinifient de plus en plus leurs vins (au lieu de vendre leurs raisins), se mettant à les vendre eux-mêmes (plutôt qu'en passant par un négociant beaunois) ; dans les années 1960 et 1970, l'enjambeur remplace le cheval, complété par le chenillard sur les pentes ; les techniques en viticulture et œnologie évoluent pendant les cinquante ans suivants : vendange en vert, table de triage, cuve en inox, pressoir électrique puis pneumatique, etc. Avec la canicule de 2003, le ban des vendanges est prononcé pour le 19 août en côte de Beaune, soit avec un mois d'avance (en 2002, c'était le 16 septembre), des vendanges très précoces qui ne s'étaient pas vues depuis 1420 (16 août à Dijon), 1523 (16 août) et 1865 d'après les archives.
En 1961 et 1991, Puligny-Montrachet reçoit les amateurs de vins lors de la fête de la Saint-Vincent tournante. En 2018, il est décidé d'organiser la Saint-Vincent sur les communes de Puligny-Montrachet et de Corpeau (Blagny est un hameau de Puligny). La fête devait avoir lieu en janvier 2021, mais, en raison de la pandémie de Covid-19, elle est reportée une première fois aux 29 et 30 janvier 2022 (annonce du 11 septembre 2020 : « les conditions sanitaires actuelles et les incertitudes liées aux décisions gouvernementales ne permettent pas aux organisateurs d'envisager cet événement en toute sérénité »), puis une seconde fois aux 19 et 20 mars 2022 (annonce du 7 janvier 2022, « au vu de l'évolution des conditions sanitaires »). Huit cuvées spéciales (bourgogne côte-d'or rouge 2018, bourgogne côte-d'or blanc 2018, puligny-montrachet blanc 2018, puligny-montrachet blanc 2017, puligny-montrachet premier cru 2018 et trois « cuvées mystères »), ont été préparées pour la fête, à partir des dons de 63 viticulteurs, soit 18 000 bouteilles.

## Étymologie
Puligny est attesté sous la forme latinisée Puluniacus en 1094, puis Puliniacum en 1175. Il serait issu du nom germanique d'un homme Puolo suivi du double suffixe -in et -iacum. Une autre version est de donner pour origine le mot pol, signifiant un marais (à cause des sources de Voëtte et de l'abreuvoir, en bas du coteau, aujourd'hui captées).
Montrachet, le toponyme de la colline attenante, est basé sur le gallo-roman monte (du latin mons, « mont ») peut-être associé avec le mot d'ancien français rache (« teigne ») donné par l'aspect calleux ou rasé de ce relief (aujourd'hui boisé, probablement auparavant couvert par une pelouse calcicole).

## Situation géographique
L'aire d'appellation se situe en Bourgogne (région Bourgogne-Franche-Comté), dans le département de la Côte-d'Or, uniquement sur la moitié occidentale de la commune de Puligny-Montrachet. Celle-ci se trouve sur une portion de la côte d'Or, sur la route des Grands Crus, entre Meursault au nord et Chassagne-Montrachet au sud, avec Saint-Aubin dans une petite vallée plus à l'ouest.

### Géologie et orographie
L'aire d'appellation couvre un tronçon de la côte de Beaune (la moitié méridionale de la côte d'Or), d'orientation générale du nord-est vers le sud-ouest ; son versant est donc face au sud-est, profitant de la meilleure exposition au soleil. Les types de roches se succèdent du haut jusqu'en bas du coteau, descendant de l'altitude de 429 m (à la Roche Dumay, entre Blagny et Gamay) jusqu'à 201 m (près d'Ébaty). Les différentes couches du sous-sol se sont déposées pendant le Jurassique par sédimentation marine ; puis le relief s'est formé à la fin de l'Oligocène lors de l'effondrement du fossé bressan, la côte ainsi formée étant désormais structurée par une série de failles fracturant les couches géologiques ; enfin l'érosion du relief, notamment durant les glaciations quaternaires, a tout recouvert de colluvions.
Tout en haut au nord-ouest, dans la « montagne » sous couvert forestier, le sous-sol est composé de calcaires blancs et beiges grossiers dits de Fontaines, datant de l'Oxfordien supérieur et du Kimméridgien inférieur. Juste en dessous, portant des vignes au nord-ouest de Blagny (sur les climats du Trézin et Sous le Puits), ce sont les marnes beiges de Chagny (dites argoviennes, ou marnes de Pommard), de l'Oxfordien moyen ; longeant Blagny puis le coteau entre ce hameau et Gamay (traversant le climat de la Garenne), il y a une étroite bande d'oolithe ferrugineuse (de couleur rougeâtre) de l'Oxfordien moyen.
Puis, formant le coteau de Blagny jusqu'à l'arrière du Mont-Rachet, on passe rapidement au calcaire roux appelé la « dalle nacrée » (appelé aussi calcaire de Dijon-Corton supérieur) du Callovien inférieur (sur le climat du Hameau de Blagny), avec ensuite le calcaire ocre « grenu » au faciès graveleux se débitant en minces dalles du Bathonien supérieur, des marnes à Digonella divionensis (des fossiles de brachiopodes), ainsi que des calcaires de Dijon-Corton inférieur (haut du climat de la Truffière).
Le Mont-Rachet est un horst entre deux failles, une saillie formée par le quasi affleurement d'un calcaire clair, compact avec de la dolomie, autrefois exploité en carrières au sud-est de Blagny, datant du Bathonien supérieur ; ce relief étroit, couvert de bois, barre le coteau jusqu'au village de Meursault (d'où le nom du lieu-dit du Dos d'Âne sur cette commune). En contrebas (sur Chevalier-Montrachet et tout en haut des Folatières), ce calcaire laisse la place à des marnes gris-clair du Bathonien moyen, marquées par Pholadomya bellona (un lamellibranche), puis rapidement aux calcaires de Chassagne, oolithique blanc, du Bathonien inférieur (sur l'alignement Montrachet, les Pucelles, Clavaillon et les Combettes).

### Pédologie
Les pentes qui s'adoucissent de plus en plus sont recouvertes de colluvions argileux avec débris calcaires cryoclastiques, formant un glacis au sol de plus en plus épais, la roche-mère calcaire (calcaires de Chassagne) se trouvant au début à quelques dizaines de centimètres, tandis que tout en bas à Corpeau elle n'apparait qu'à 22,5 m de profondeur de sondage. Les hauts de versant, où se trouvent grands crus et premiers crus, ont donc des sols pierreux, peu épais et bien drainant : un rendosol (rendzine) hypercalcaire argileux-limoneux en haut, puis un sol brun calcaire juste en dessous.
Les climats de l'appellation communale sont plus bas, sur des sols qui s'approfondissent et comportent beaucoup plus d'argile : sols bruns calciques épais, colluviaux, légèrement lessivés. La partie au sud du village est sur le cône de déjection sortant de la vallée de Saint-Aubin. L'aire d'appellation s'arrête à hauteur du village, évitant sa proximité à cause de son humidité. Aux limons argileux à cailloutis se rajoutent les apports anthropiques, dus aux amendements et recharges des parcelles dégradées par le ruissellement (anthrosol).
Théoriquement, les sols argilo-calcaires sont de préférence plantés avec un cépage blanc (le chardonnay), tandis que les sols plus marneux et de couleur brune portent le cépage nécessaire à la production de rouge (le pinot noir). À Puligny, mis à part quelques parcelles notamment autour de Blagny, tout le vignoble est désormais consacré au blanc, y compris sur sol brun.

### Climatologie
Le climat bourguignon est un climat tempéré océanique à légère tendance continentale. L'influence océanique se traduit par des pluies fréquentes en toutes saisons (avec néanmoins un maximum en automne et un minimum en été) et un temps changeant. L'influence semi-continentale se traduit par une amplitude thermique mensuelle plutôt élevée, se caractérisant par des hivers froids avec des chutes de neige relativement fréquentes, et des étés plus chauds que sur les littoraux, avec à l'occasion de violents orages.
Les données climatiques de la station météorologique de Chagny (au collège Louise Michel) ci-dessous en rendent compte ; cette station se situe 4 kilomètres plus au sud, à 234 mètres d'altitude.
| Mois                              | jan. | fév. | mars  | avril | mai   | juin  | jui.  | août  | sep.  | oct. | nov. | déc. | année   |
| --------------------------------- | ---- | ---- | ----- | ----- | ----- | ----- | ----- | ----- | ----- | ---- | ---- | ---- | ------- |
| Température minimale moyenne (°C) | 1,4  | 1,8  | 3,8   | 6,6   | 10,1  | 14,3  | 16,1  | 15,7  | 12    | 8,3  | 4,3  | 1,9  | 8       |
| Température moyenne (°C)          | 4,1  | 5,5  | 8,6   | 12,2  | 15,3  | 20,2  | 22,6  | 21,7  | 17,7  | 12,2 | 7,3  | 4,4  | 12,6    |
| Température maximale moyenne (°C) | 6,7  | 9,2  | 13,3  | 17,7  | 20,5  | 26    | 29    | 28,4  | 23,3  | 16,2 | 10,3 | 7    | 17,3    |
| Nombre de jours avec gel          | 10,4 | 8,6  | 3,7   | 1,3   | 0     | 0     | 0     | 0     | 0     | 0    | 4,5  | 9    | 40,5    |
| Ensoleillement (h)                | 48,2 | 92,8 | 126,5 | 163,3 | 176,8 | 165,8 | 217,8 | 162,8 | 154,4 | 59,7 | 42,9 | 26,6 | 1 437,6 |
| Précipitations (mm)               | 50   | 32   | 44    | 59    | 58    | 95    | 60    | 78    | 71    | 65   | 47   | 63   | 557     |

| Diagramme climatique                                  |          |           |           |            |          |          |            |          |           |           |        |
| J                                                     | F        | M         | A         | M          | J        | J        | A          | S        | O         | N         | D      |
| 6,71,450                                              | 9,21,832 | 13,33,844 | 17,76,659 | 20,510,158 | 2614,395 | 2916,160 | 28,415,778 | 23,31271 | 16,28,365 | 10,34,347 | 71,963 |
| Moyennes : • Temp. maxi et mini °C • Précipitation mm |          |           |           |            |          |          |            |          |           |           |        |

Deux stations météorologiques plus proches ont été utilisées pour une étude sur les effets du réchauffement climatique : celle de Savigny-lès-Beaune (à 220 mètres d'altitude) et celle de La Rochepot (à 410 m), la première sur le bas de la côte et la seconde dans les Hautes-Côtes de Beaune. Les températures y sont nettement en hausse depuis 1988, entraînant des vendanges plus précoces d'une douzaine de jours (le débourrement, la floraison et la véraison de la vigne se faisant plus tôt). La côte de Beaune aurait désormais des caractéristiques thermiques de type subméditerranéen (correspondant à un déplacement de 200 km vers le sud), tandis que l'arrière-côte bénéficierait de l'ancien climat de la côte d'Or (correspondant à la différence d'altitude), plus frais.

## Vignoble

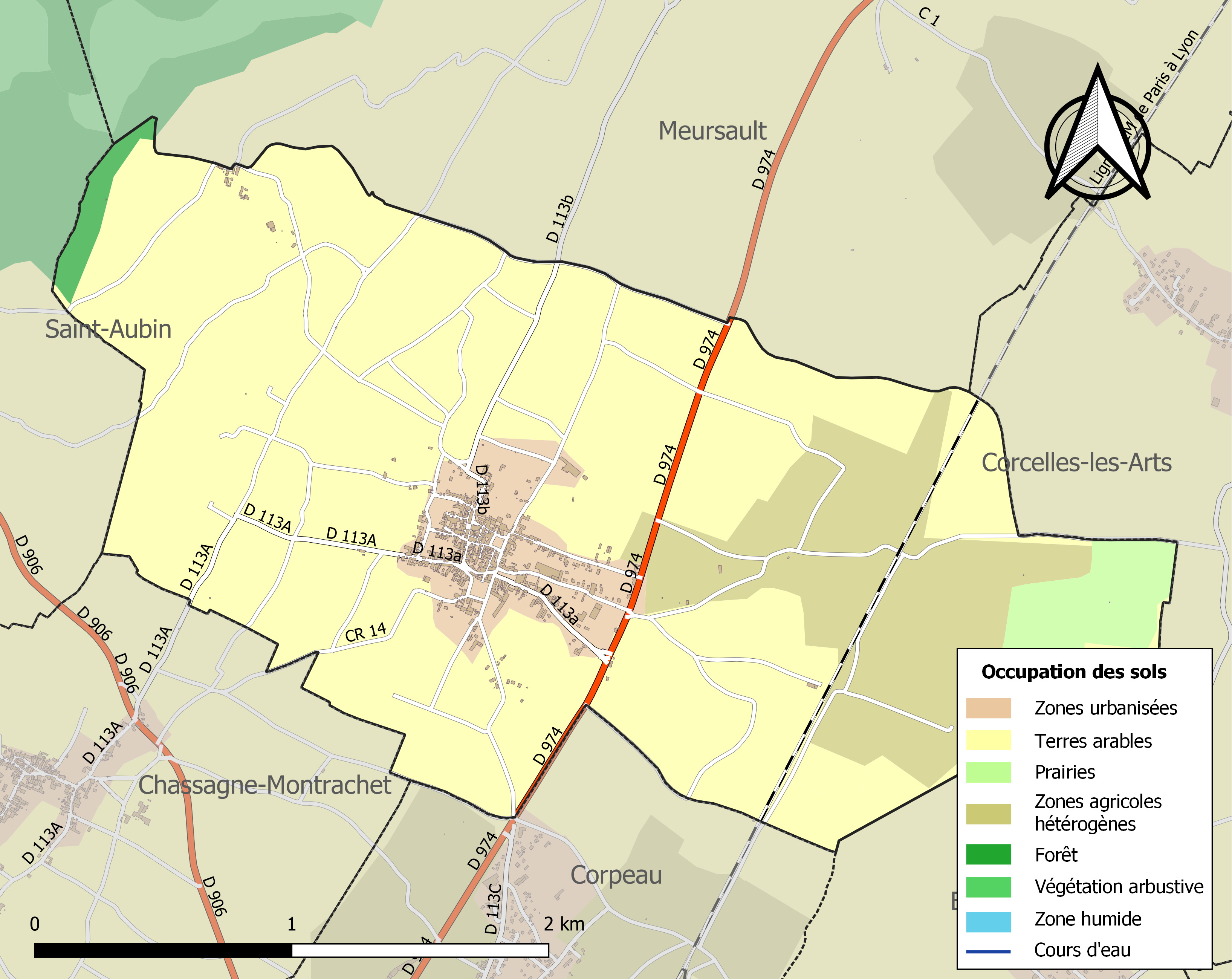
Carte d'occupation des sols sur la commune : la vigne domine largement. Les grands crus et surtout les premiers crus occupent l'essentiel de la surface à l'ouest de la D974.

La surface plantée revendiquée pour produire l'appellation varie un peu dans le temps. En 2012, le dossier réalisé pour le classement des climats de Bourgogne au patrimoine mondial de l'Unesco indique 114 hectares, 22 ares et 17 centiares pour le puligny-montrachet village, ainsi que 100 ha, 11 a et 99 ca pour les puligny-montrachet premiers crus (sans compter les parcelles classées en grands crus et en appellation bourgogne).
Selon le site du BIVB, sont plantés en chardonnay pour faire des blancs 210,70 hectares dont 98,13 sont en premier cru, pour une production de 10 655 hectolitres (récolte moyenne de 2014 à 2018) dont 4 730 hectolitres en premier cru (un hectolitre = 100 litres = 133 bouteilles). Les vins rouges représentent une part infime de la production avec 0,36 hectare dont 0,05 sont en premier cru, pour une production de 21 hectolitres dont 2 sont en 1er cru ; il est produit avec du pinot noir vers le hameau de Blagny. Le volume de production est un peu à la baisse : le volume total de 10 676 hl entre 2014 et 2018 était de 11 093 hl entre 2006 et 2010.
Le vignoble couvrant la commune de Puligny-Montrachet ne produit pas que du puligny-montrachet, mais aussi du montrachet, du chevalier-montrachet, du bâtard-montrachet, du bienvenues-bâtard-montrachet, du blagny et du bourgogne côte-d'or. Les deux grands crus produits uniquement sur la commune de Puligny-Montrachet sont le chevalier-montrachet (sur 7 hectares, 58 a et 89 ca) et le bienvenues-bâtard-montrachet (3 hectares, 68 a et 60 ca), tandis que le montrachet (4 hectares, 1 a et 7 ca) et le bâtard-montrachet (6 hectares, 2 a et 21 ca) sont partagés avec Chassagne-Montrachet. Quant au blagny (appellation partagée avec une partie de la commune de Meursault), il peut être produit sur 20 ha 94 a et 39 ca de la commune de Puligny-Montrachet.

### Climats
Le nom de l'appellation sur l'étiquette d'une bouteille peut être suivi du nom d'un des climats (lieux-dits) de l'aire d'appellation. 17 de ces climats sont classés comme premiers crus, à condition de respecter les critères spécifiques fixés par le cahier des charges pour l'ensemble de ces climats. Les climats autour du hameau de Blagny (« Hameau de Blagny », « La Garenne » et « Sous le Puits ») ont la particularité de ne pouvoir produire que du puligny-montrachet blanc et du blagny (uniquement rouge), pas du puligny-montrachet rouge.
| Climats pouvant figurer sur l'étiquette après le nom de l'appellation | Climats (avec regroupements)        | Numéros de parcelles au cadastre                                          | Superficies      |
| --------------------------------------------------------------------- | ----------------------------------- | ------------------------------------------------------------------------- | ---------------- |
| Champ Canet                                                           | Champ Canet                         | AD 38 à 49, 83                                                            | 3 ha 25 a 66 ca  |
| Champ Canet                                                           | La Jaquelotte (Champ Canet)         | AD 59 à 64                                                                | 80 a 11 ca       |
| Champ Gain                                                            | Champ Gain                          | AC 53 à 83 ; AE 1 à 31                                                    | 10 ha 69 a 77 ca |
| Clavaillon                                                            | Clavaillon                          | AL 1, 2                                                                   | 5 ha 58 a 55 ca  |
| Clos de la Garenne                                                    | Clos de la Garenne (Champ Canet)    | AD 54, 55, 57, 58                                                         | 1 ha 53 a 23 ca  |
| Clos de la Mouchère                                                   | Clos de la Mouchère (les Perrières) | AM 2                                                                      | 3 ha 91 a 98 ca  |
| Hameau de Blagny                                                      | Hameau de Blagny                    | AC 1 à 5, 16 à 19, 24 à 27, 30 à 41                                       | 4 ha 27 a 68 ca  |
| La Garenne                                                            | La Garenne ou sur la Garenne        | AB 71 à 129                                                               | 9 ha 86 a 88 ca  |
| La Truffière                                                          | La Truffière                        | AC 43 à 45, 47, 48, 50 à 52                                               | 2 ha 48 a 22 ca  |
| Le Cailleret                                                          | Le Cailleret                        | AH 56, 57                                                                 | 3 ha 33 a 2 ca   |
| Les Chalumeaux                                                        | Les Chalumeaux                      | AD 15, 17 à 21, 23 à 33                                                   | 4 ha 16 a 10 ca  |
| Les Chalumeaux                                                        | Sous le Couthil (les Chalumeaux)    | AD 1 à 14, 16, 17, 204 p                                                  | 1 ha 63 a 20 ca  |
| Les Combettes                                                         | Les Combettes                       | AM 15 à 33                                                                | 6 ha 76 a 14 ca  |
| Les Demoiselles                                                       | Les Demoiselles (le Cailleret)      | AH 61 à 63                                                                | 60 a 21 ca       |
| Les Folatières                                                        | Au Chariot (les Folatières)         | AH 49 à 55                                                                | 1 ha 96 a 63 ca  |
| Les Folatières                                                        | En la Richardé (les Folatières)     | AH 39, 40                                                                 | 54 a 20 ca       |
| Les Folatières                                                        | Ez Folatières (les Folatières)      | AE 34 à 68, 70 à 74, 74 bis, 75 à 100, 102, 104 à 111, 111 bis, 112 à 123 | 13 ha 63 a 91 ca |
| Les Folatières                                                        | Peux Bois (les Folatières)          | AH 41 à 48                                                                | 1 ha 49 a 2 ca   |
| Les Perrières                                                         | Les Perrières                       | AM 4 à 9, 11 à 14                                                         | 4 ha 48 a 84 ca  |
| Les Pucelles                                                          | Les Pucelles                        | AK 1 à 14, 16, 17, 204 p                                                  | 5 ha 13 a 31 ca  |
| Les Pucelles                                                          | Clos des Meix (les Pucelles)        | AK 15 à 18                                                                | 1 ha 63 a 3 ca   |
| Les Referts                                                           | Les Referts                         | AM 34 à 54                                                                | 5 ha 52 a 47 ca  |
| Sous le Puits                                                         | Sous le Puits                       | AB 37 à 68                                                                | 6 ha 79 a 83 ca  |

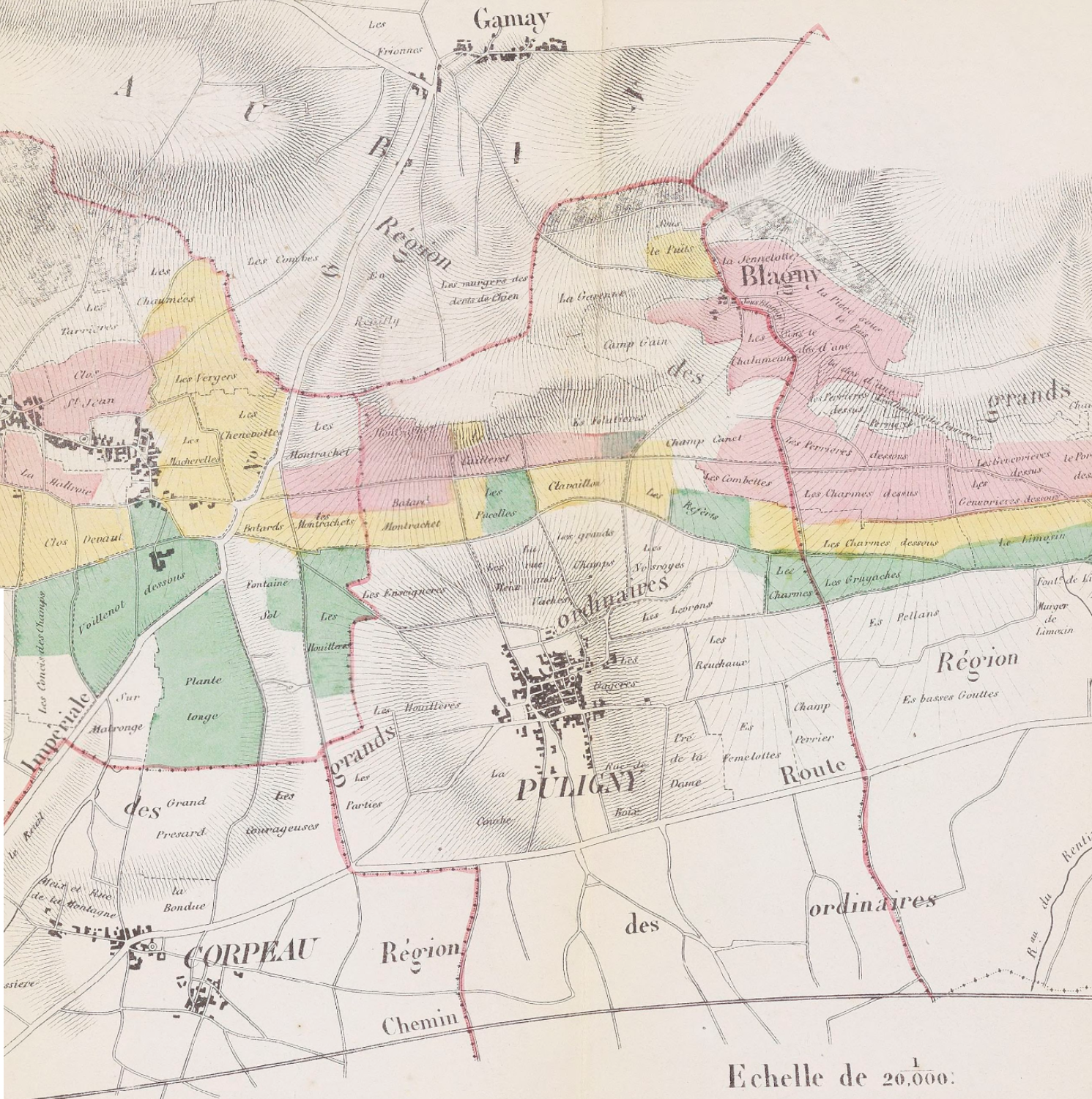
Classement des climats de Puligny en 1861 : les vins de 1re classe en rose, de 2e classe en jaune, de 3e classe en vert et les grands ordinaires en blanc.

En 1855, le docteur Jean Lavalle publie un classement des climats de la côte d'Or, avec cinq rangs : d'abord la tête de cuvée (pour Puligny en blanc : le Montrachet), ensuite la première cuvée (les Chevaliers-Montrachet, le Blagny blanc, le Bâtard-Montrachet, les Combettes, les Platières, les Refères et les Charmes), puis la seconde cuvée (le Champ-Canet et es Follatières) ; aucun climat n'est mentionné pour les troisième et quatrième cuvées ; enfin en rouge, au rang de première cuvée, les Caillerets, le Clavoillon/Clovaillon et les Pucelles.
En 1861, est publié par le Comité d'agriculture de Beaune un autre classement, en trois classes de « vins fins », excluant les « grands ordinaires » (fait à partir de pinot ou noirien) et « vins ordinaires » (fait avec du gamay). Pour Puligny, un total de 85 hectares sont classés, à raison de 42 ha dans la 1re classe (la Garenne, Hameau de Blagny, les Chalumeaux, l'essentiel du Champ Canet, les ⅔ du Cailleret, Mont-Rachet, les Combettes et la moitié du Bâtard), 27 ha dans la 2e classe (Sous-le-Puits, le tiers du Cailleret, Clavaillon, la moitié des Pucelles, l'autre moitié du Bâtard, la majorité des Referts) et 16 ha dans la 3e classe (l'autre moitié des Pucelles, Les Levrons, les Charmes et le reste des Referts).
Les climats n'étant pas classés comme premier cru se situent plus bas sur le coteau (ou tout en haut dans le cas du Trézin, situé à l'ouest de Blagny), jusqu'à la hauteur du village. Enfin, autour et en dessous du village, bordant la route D974 (ex RN 74) et descendant jusqu'à la voie ferrée, sur des terrains presque plats, se trouvent les parcelles classées en appellation régionale bourgogne (sous la dénomination bourgogne côte-d'or).
| Lieux-dits cadastrés     | Numéros de parcelles au cadastre                | Superficies     |
| ------------------------ | ----------------------------------------------- | --------------- |
| Les Boudrières           | AL 36 à 52                                      | 1 ha 83 a 97 ca |
| Brelance                 | AL 3 à 9                                        | 2 ha 62 a 61 ca |
| Champ Croyon             | AN 30 à 32                                      | 96 a 95 ca      |
| Les Charmes              | AN 51 à 63                                      | 3 ha 74 a 16 ca |
| Corvée des Vignes        | AN 64 à 99                                      | 7 ha 57 a 43 ca |
| Derrière la Velle        | AN 143 à 171                                    | 3 ha 98 a 5 ca  |
| Les Enseignères          | AI 49 à 92                                      | 9 ha 12 a       |
| Les Grands Champs        | AL 10 à 21                                      | 3 ha 65 a 40 ca |
| Les Houillères           | AP 54 à 65, 66 p, 67 : 9/10, 69 : 9/10, 70 à 78 | 7 ha 64 a 62 ca |
| Les Levrons              | AN 33 à 50                                      | 6 ha 56 a 16 ca |
| Les Meix                 | AK 77 à 99                                      | 4 ha 95 a 99 ca |
| Les Nosroyes             | AM 60 à 83                                      | 5 ha 51 a 81 ca |
| Noyer Bret               | AP 1, 4 à 27                                    | 5 ha 77 a 34 ca |
| Au Paupillot             | AN 1 à 29                                       | 3 ha 29 a 56 ca |
| Les Petites Nosroyes     | AM 84 à 94                                      | 1 ha 77 a 64 ca |
| Les Petits Grands Champs | AL 22 à 34                                      | 2 ha 57 a 49 ca |
| Les Qaubues              | AI 93 à 101                                     | 2 ha 70 a 96 ca |
| Les Reuchaux             | AN 100 à 142                                    | 9 ha 3 a 5 ca   |
| Rue Rousseau             | AI 28 à 34, 37 à 48                             | 2 ha 39 a 18 ca |
| La Rue aux Vaches        | AK 19 à 58, 60 à 66, 68, 69, 73 à 76            | 7 ha 31 a 5 ca  |
| Les Tremblots            | AP 79 à 94                                      | 5 ha 64 a 62 ca |
| Le Trézin                | AB 4 à 17, 19 à 36                              | 7 ha 96 a 13 ca |
| Voitte                   | AL 54, 55, 57 à 61                              | 2 ha 40 a 90 ca |

### Encépagement

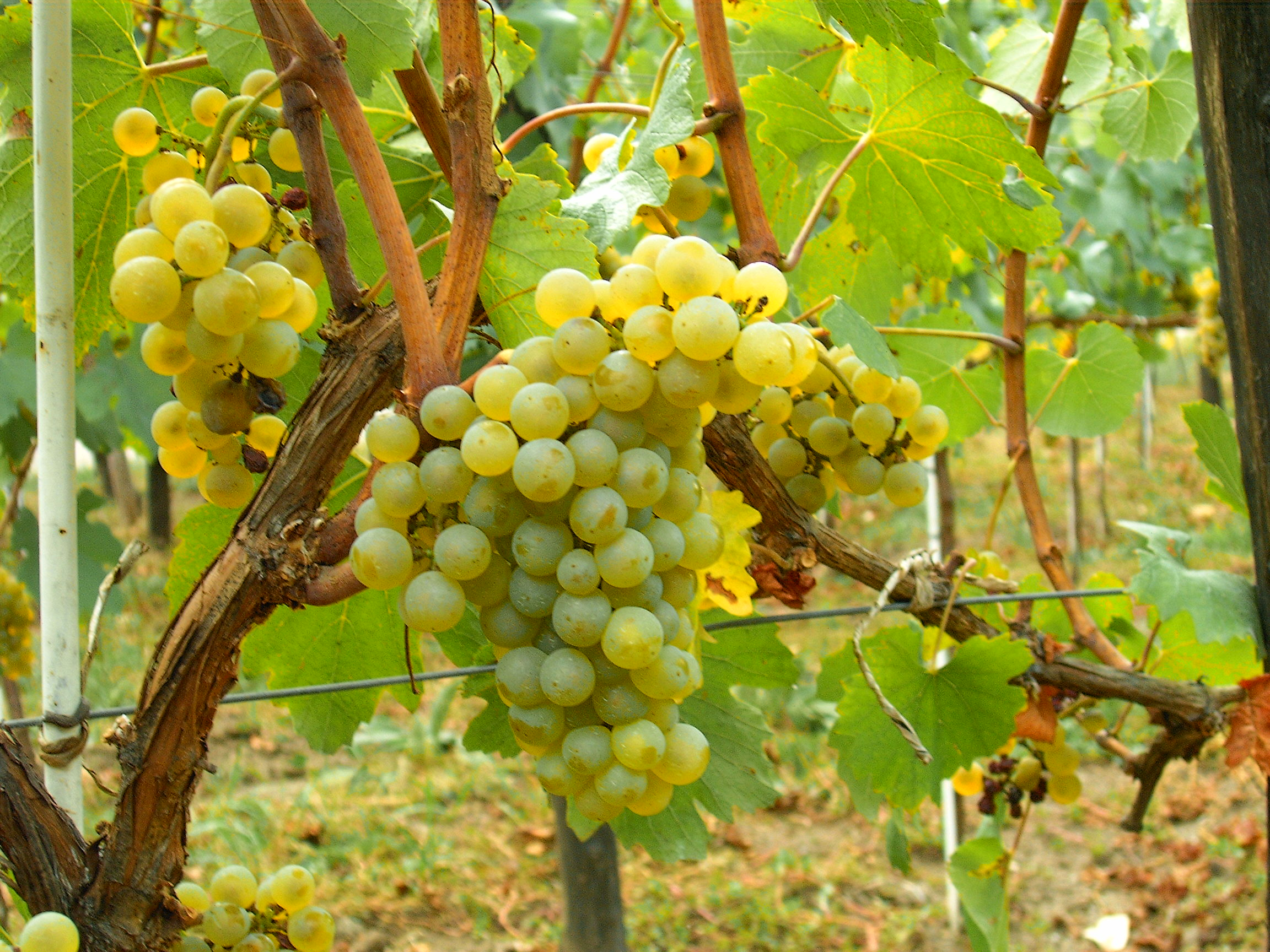
Grappes de chardonnay.

Les cépages autorisés par le cahier des charges de l'appellation sont d'une part pour faire du vin blanc le chardonnay B et le pinot blanc B, d'autre part pour faire du vin rouge le pinot noir N (qualifié de cépage principal), complété par le chardonnay B, le pinot blanc B et le pinot gris G (qualifiés de « cépages accessoires », limités à 15 %). Dans la pratique, les blancs sont composés à 100 % de chardonnay, tout comme les rouges sont essentiellement issus du pinot noir. Le vignoble est presque exclusivement planté avec du chardonnay, le pinot noir était présent autour de Blazy.
Le chardonnay sert à faire les vins blancs de l'appellation. Ses grappes sont relativement petites, cylindriques, moins denses que celles du pinot noir, constituées de grains irréguliers, assez petits, de couleur jaune doré. De maturation de première époque comme le pinot noir, il s'accommode mieux d'une humidité de fin de saison avec une meilleure résistance à la pourriture s'il n'est pas en situation de forte vigueur. Il est sensible à l'oïdium et à la flavescence dorée. Il débourre un peu avant le pinot noir, ce qui le rend également sensible aux gelées printanières. Les teneurs en sucre des baies peuvent atteindre des niveaux élevés tout en conservant une acidité importante, ce qui permet d'obtenir des vins particulièrement bien équilibrés, puissants et amples, avec beaucoup de gras et de volume.

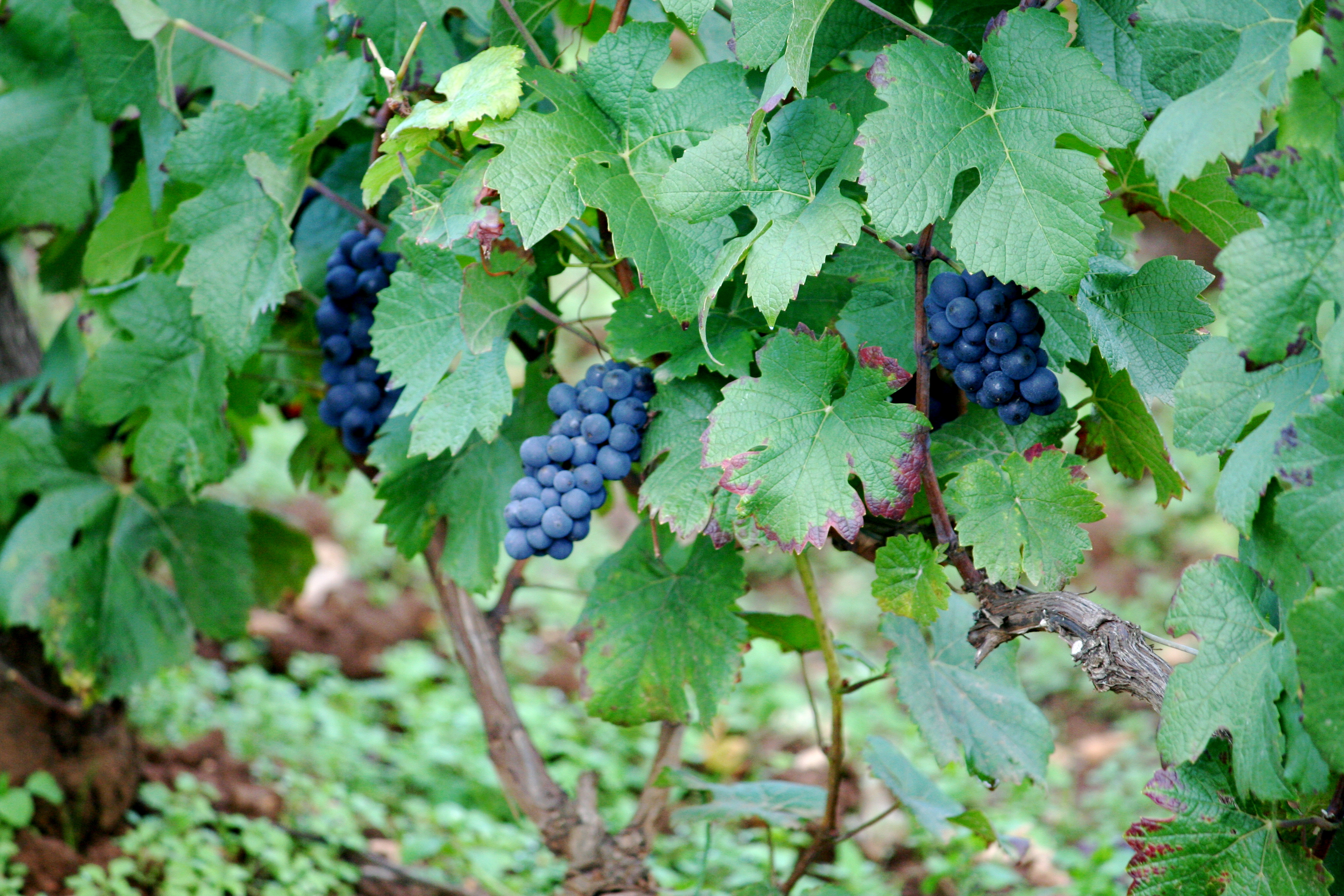
Grappes de pinot noir.

Le pinot noir sert à faire les vins rouges de l'AOC. Il est constitué de petites grappes denses, en forme de cône de pin composées de grains ovoïdes, de couleur bleu sombre. C'est un cépage délicat, qui est sensible aux principales maladies et en particulier au mildiou, au rougeot parasitaire, à la pourriture grise (sur grappes et sur feuilles), et aux cicadelles. Ce cépage, qui nécessite des ébourgeonnages soignés, a tendance à produire un nombre important de grapillons. Il profite pleinement du cycle végétatif pour mûrir en première époque. Le potentiel d'accumulation des sucres est élevé pour une acidité juste moyenne et parfois insuffisante à maturité. Les vins sont assez puissants, riches, colorés et de garde. Ils sont moyennement tanniques en général.

### Méthodes culturales

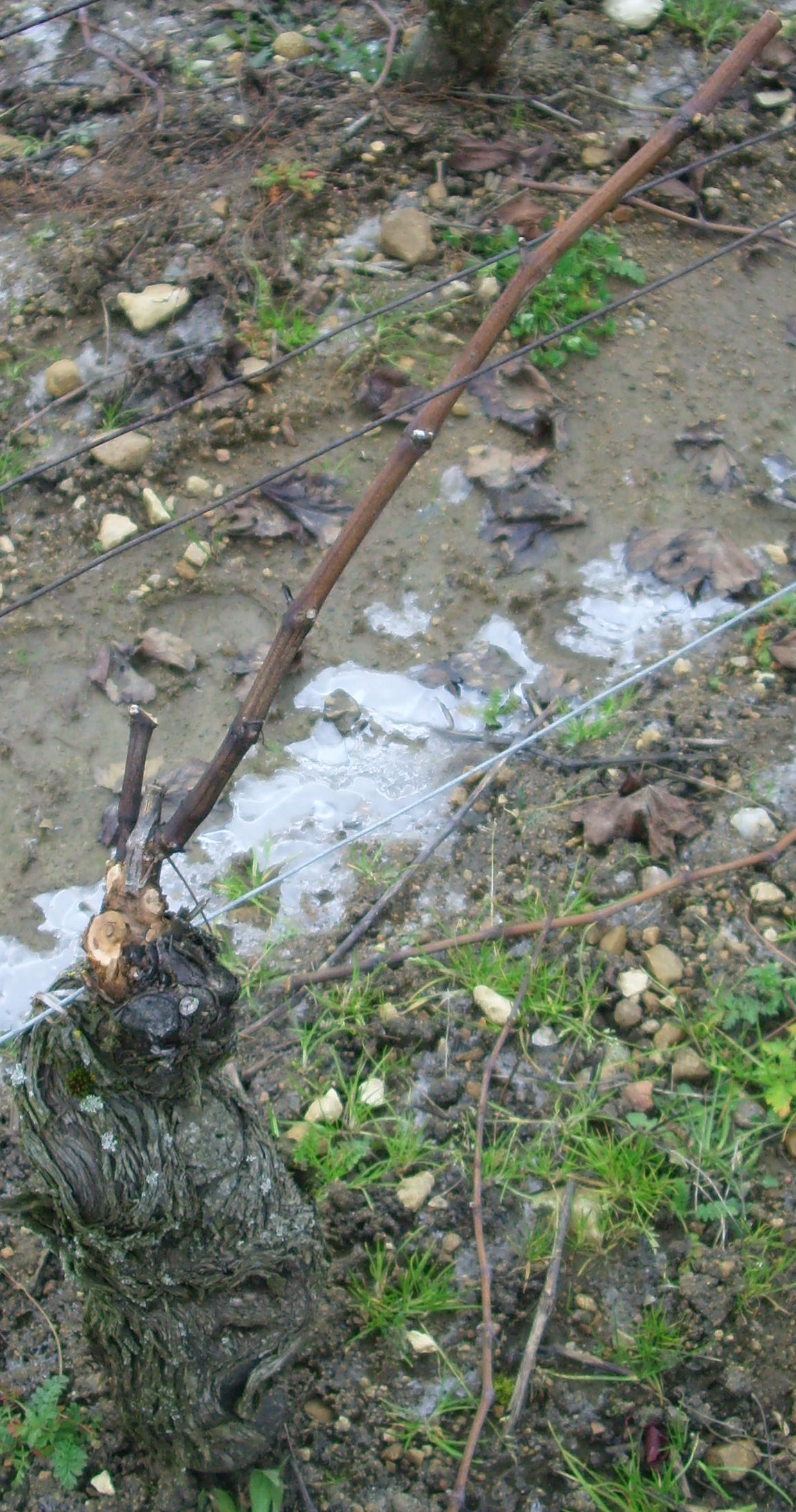
Pied de vigne taillé en guyot simple : une baguette est laissée.

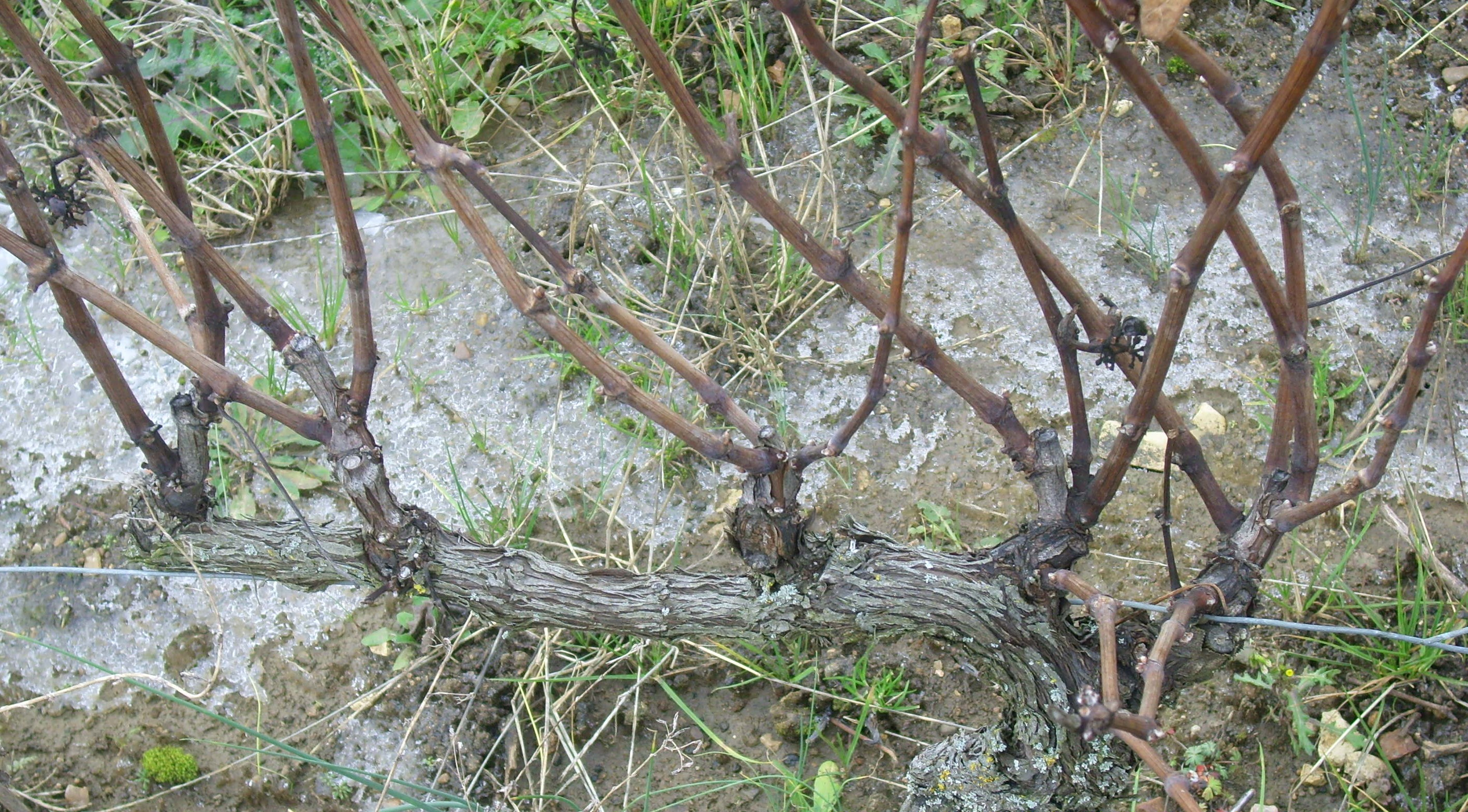
Pied taillé en cordon de Royat : cinq corsons sur un bras portant chacun plusieurs sarments.

Le travail dans les vignes est en partie manuel, en partie mécanique (avec un enjambeur). Le travail commence pour le chardonnay à la fin de l'automne, dès que la plante est en période de repos, avec la taille qui peut être préparée à la machine (la prétailleuse permet de broyer le haut des sarments), mais qui se fait essentiellement à la main. Cette taille est le plus souvent dans l'appellation en « guyot simple », avec une baguette de cinq à huit yeux et un courson de un à trois yeux (le nombre d'yeux francs est limité à huit). Pour le pinot noir, l'autre méthode autorisée pour l'appellation est la taille en « cordon de Royat » avec trois à cinq corsons de deux à trois yeux sur un bras (avec un nombre total d'yeux francs inférieur ou égal à dix), qui permet une taille plus tardive à la fin de l'hiver. Les sarments coupés sont brûlés, souvent sur place dans des brouettes.
Comme les maladies ou les accidents de charrue tuent chaque année quelques pieds, ceux-ci sont marqués avant l'hiver avec un ruban, puis ces ceps morts sont déracinés avec une machine (la tarière, montée sur l'enjambeur), un maximum de racines est arraché, laissant un trou pour la plantation du nouveau pied porte-greffe. Un labourage ou « griffage » peut être réalisé dans le but d'aérer les sols et de supprimer les herbes, complété par un buttage pour protéger les pieds du gel, avec débuttage au printemps. Les fils porteurs, piquets et tendeurs sont remis en état au cours de l'hiver pour obtenir des rangs bien palissés. À la toute fin de l'hiver et au début du printemps, la taille se termine : les branches sont ajustées à la longueur désirée, sont couchées à l'horizontale et attachée au fil de fer.
Au printemps, le producteur peut pratiquer un ébourgeonnage (echtinage : suppression d'une partie des sarments) dès que la vigne a commencé à pousser : cette méthode permet de réguler un peu les rendements d'améliorer l'alimentation des grappes et d'aéré la vigne (limitant ainsi les maladies). Le relevage est pratiqué lorsque la vigne commence à avoir bien poussé, ainsi que plusieurs rognages (consistant à passer l'enjambeur pour couper les rameaux de vignes qui dépassent du système de palissage) au début de l'été. Pour limiter l'enherbement entre les rangs (qui maintient de l'humidité) et empêcher les racines de se développer en surface, certains producteurs pratiquent un nouveau labourage ou passent la tondeuse, d'autres utilisent des herbicides (désherbage chimique). Pour protéger les pieds, les feuilles et les fruits des maladies cryptogamiques (mildiou, oïdium, pourriture grise, etc.) et des insectes ravageurs (eudémis et cochylis), plusieurs traitements des vignes sont pratiqués, avec des produits phytosanitaires (généralement chimiques, tel que la bouillie bordelaise contenant du sulfate de cuivre, utilisé comme fongicide) ou dans quelques cas avec des préparations biodynamiques. Des produits fertilisants sont utilisés, les viticulteurs faisant le choix entre les engrais chimiques et ceux naturels (compost ou fumier).
Une vendange en vert (coupe d'une partie des grappes lorsque les pieds sont trop chargés) peut être pratiquée : cette opération est faite dans le but de réguler les rendements et surtout de faciliter la maturité des raisins restants. Un effeuillage partiel peut être pratiqué au milieu de l'été, pour exposer les raisins à plus de soleil et limiter les maladies (qui sont favorisées par l'humidité). L'irrigation est interdite sur l'appellation. Enfin, la date du début des vendanges est choisie en fonction de la maturité du raisin (sa richesse en sucre) : le cahier des charges fixe un minimum en grammes de sucre par litre de moût de 178 en blanc, 180 en rouge, 187 en premier cru blanc et 189 en premier cru rouge (ce qui donnerait des vins faiblement alcoolisés, de 10,5 à 11,5 % vol), que les producteurs n'ont pas de mal à dépasser. Les vendanges sont le plus souvent réalisées manuellement dans l'appellation, systématiquement en premier cru, ce qui nécessite temporairement une importante main d’œuvre : il faut des coupeurs, des porteurs (de hottes ou de cagettes) et des trieurs (à la réception en cuverie). Sur les parcelles les moins valorisées, les vendanges peuvent être réalisées mécaniquement avec une machine à vendanger ou une tête de récolte montée sur un enjambeur.

### Rendements
Les rendements sont limités par le cahier des charges de l'appellation à un maximum de 57 hectolitres par hectare pour les blancs (55 hl/ha en premier cru) et à 50 hl/ha pour les rouges (48 hl/ha en premier cru).
Chaque année, ces rendements maximum peuvent être modifiés à la hausse ou à la baisse par un arrêté du ministère de l'Agriculture, dans la limite des rendements butoirs de l'appellation, fixés à 64 hectolitres par hectare en blanc (62 hl/ha en premier cru) et à 58 hl/ha en rouge (56 hl/ha en premier cru). Par exemple, pour la récolte 2020, la limite du rendement est légèrement augmentée par arrêté à 62 hl/ha pour le puligny-montrachet blanc, 57 en premier cru blanc et 51 en rouge. Comme toutes les autres appellations, le syndicat des producteurs de puligny-montrachet peut demander auprès de l'INAO un « volume complémentaire individuel » (VCI) pour compenser une possible année de production inférieure en quantité ou en qualité : il s'agit d'une partie de la récolte, comprise entre le rendement maximum de l'appellation et le rendement butoir (il s'agit d'un dépassement de rendement) qui peut être mise en réserve et vendue plus tard assemblée avec le millésime de l'année suivante (dans la limite de 15 %). Le VCI en puligny-montrachet blanc est limité à 11 hl/ha par année, avec un stockage maximal de 28 hl/ha (27 en premier cru), et en puligny-montrachet rouge à 10 hl/ha (9 en 1er cru), avec un stockage maximal de 25 hl/ha (24 en 1er cru).
Le rendement réel, qu'on connait grâce aux déclarations annuelles des producteurs auprès de l'administration, est logiquement un peu inférieur à ces plafonds. Selon les Douanes, ils étaient en 2023 de 60 hl/ha en blanc.

## Vins
En dehors du puligny-montrachet, d'autres appellations viticoles sont autorisées sur une partie de la commune : le montrachet, le chevalier-montrachet, le bâtard-montrachet, le bienvenues-bâtard-montrachet, le blagny, le bourgogne dont le bourgogne côte-d'or (en rouge, rosé ou blanc) et le bourgogne aligoté, ainsi que plus théoriquement le côte-de-beaune-villages, le bourgogne-passe-tout-grains, le coteaux-bourguignons, le crémant de Bourgogne, le bourgogne-mousseux, la fine de Bourgogne et le marc de Bourgogne. Les parcelles bénéficiant d'un classement en appellation grand cru ou en puligny-montrachet ne produisent quasiment que ces appellations prestigieuses, surtout celles en premier cru, la faible production de bourgogne et d'aligoté étant limitée aux parcelles situées tout en bas des versants, en plaine, en dehors de l'aire d'appellation puligny-montrachet.
Les données de production des années récentes, telles que publiées par les Douanes, sont :
| Année | puligny-montrachet blanc | puligny-montrachet blanc | puligny-montrachet blanc | puligny-montrachet 1er cru blanc | puligny-montrachet 1er cru blanc | puligny-montrachet 1er cru blanc |
| Année | superficie (ha)          | production (hl)          | rendement (hl/ha)        | superficie (ha)                  | production (hl)                  | rendement (hl/ha)                |
| ----- | ------------------------ | ------------------------ | ------------------------ | -------------------------------- | -------------------------------- | -------------------------------- |
| 2022  | 108                      | 6 521                    | 60                       | 87                               | 4 791                            | 55                               |
| 2023  | 109                      | 6 924                    | 63                       | 96                               | 5 539                            | 57                               |
| 2024  | 109                      | 5 142                    | 47                       | 96                               | 4 192                            | 43                               |

La production en rouge est trop faible pour être publiable (données confidentialisées).

### Titres alcoométriques volumique
| Appellations et dénominations  | Blanc   | Blanc   | Rouge   | Rouge   |
| Titre alcoométrique volumique  | minimal | maximal | minimal | maximal |
| puligny-montrachet             | 11 %    | 14 %    | 10,5 %  | 13,5 %  |
| puligny-montrachet premier cru | 11,5 %  | 14,5 %  | 11 %    | 14 %    |

### Vinification et élevage
Les techniques soustractives d’enrichissement sont autorisés en rouge dans la limite de 10 %, mais l'utilisation de pressoirs continus et de morceaux de bois est interdite par le cahier des charges. Les raisins vendangés sont triés, directement à la vigne ou à la cave avec une table de tri, ce qui permet d'enlever les raisins pourris, secs ou insuffisamment mûrs, ainsi que les insectes et débris végétaux. Les grappes sont le plus souvent éraflées à la machine (l'érafloir) pour limiter les tannins, l'amertume et l'acidité (certains producteurs n'éraflent pas, vinifiant en grappes entières). Il existe des petites différences de méthode de vinification et d'élevage entre les différents viticulteurs et négociants.

#### Vinification en blanc

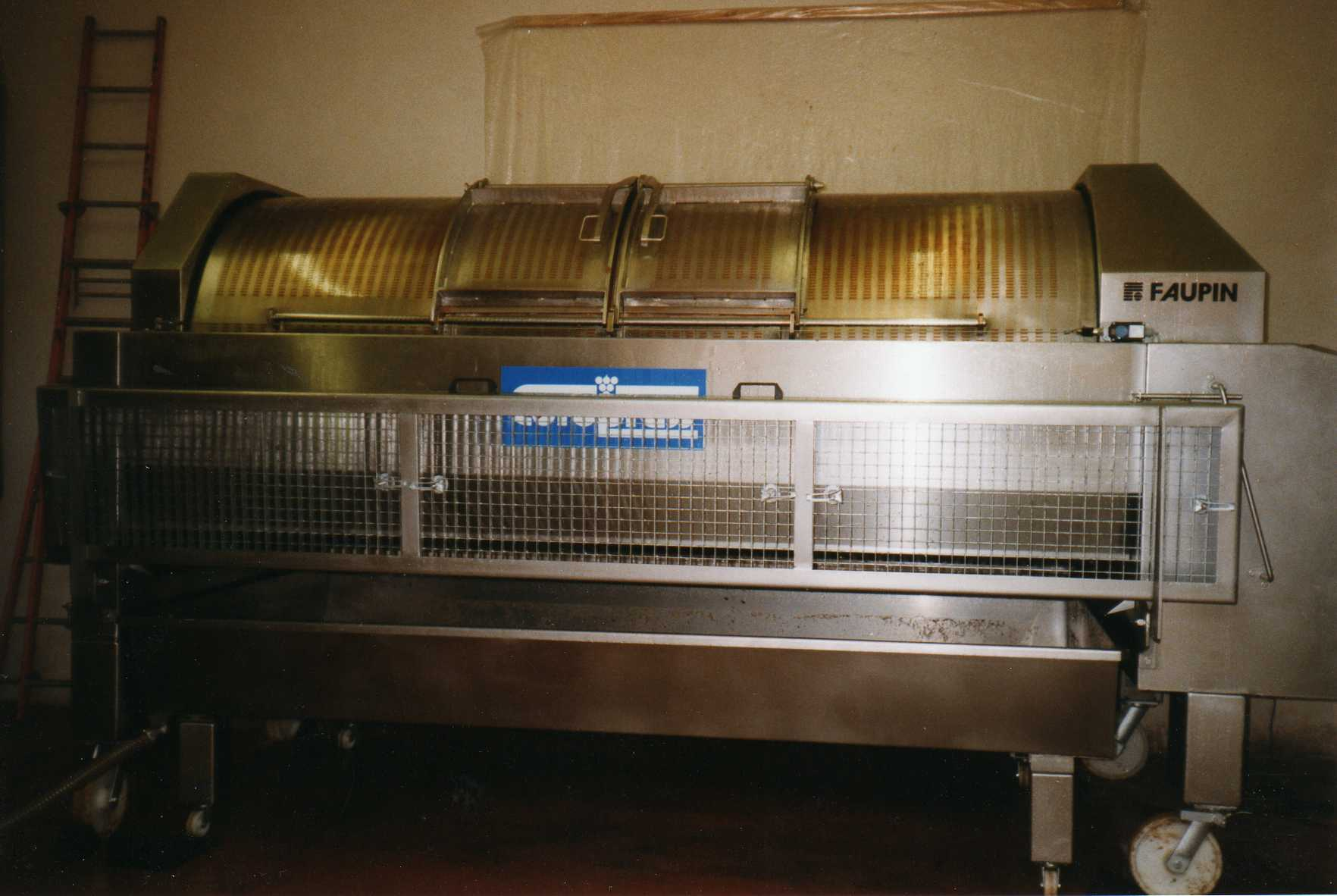
Pressoir pneumatique servant au pressurage.

Pour faire du vin blanc, les raisins sont transférés dans un pressoir souvent pneumatique pour un pressurage progressif. Une fois le moût en cuve, le débourbage (retrait par gravitation de ce qui reste de la pellicule, de la pulpe, etc.) est pratiqué pendant quelques heures, généralement après un enzymage. À ce stade, une stabulation préfermentaire à froid (environ 10 à 12 degrés pendant plusieurs jours) peut être recherchée pour favoriser l'extraction des arômes. Mais le plus souvent, après 12 à 48 heures, le jus clair est soutiré et mis à fermenter en fûts ou en cuves (ciment ou inox, thermorégulées). La fermentation alcoolique (due aux levures indigènes présentes sur la pellicule, ou bien après levurage) dure d'un à quatre mois avec un suivi tout particulier pour les températures qui doivent rester à peu près stables (18 à 24 degrés).
La chaptalisation est parfois pratiquée lors des années froides pour augmenter un peu le degré d'alcool, puis est lancée la fermentation malolactique. Ensuite les vins sont élevés « sur lies », souvent en fûts (appelés « pièce bourguignonne », de 228 litres), dans lesquels le vinificateur réalise régulièrement un « bâtonnage », c'est-à-dire une remise en suspension des lies (composées de bourbes fines et de levures mortes) en remuant le vin avec une tige en inox : cette opération dure pendant plusieurs mois au cours de l'élevage des blancs. quand l'éleveur du vin l'estime bien avancé, il va soutirer le vin pour retirer les lies. Le producteur peut aussi mettre une partie de son vin dans des fûts neufs ou vieux d'une année, ce qui donne un goût légèrement boisé au vin, avant d'en faire l'assemblage. Un élevage trop court donne des vins plus secs et « maigres », un élevage trop long donne des vins trop lourds et « manquant de fraîcheur ». À la fin, la filtration du vin est souvent pratiquée pour rendre les vins plus limpides et limiter les accidents de bouteille (les bactéries sont éliminées, mais cela « appauvrit » un peu le vin). La mise en bouteille (au domaine ou chez un intervenant) clôture l'opération.

#### Vinification en rouge
Pour faire du vin rouge, les raisins ne sont pas pressés immédiatement, pour que la matière solide (pépins, pellicule et pulpe) puisse donner de la couleur, des tanins et du goût au jus (traditionnellement, les raisins étaient seulement foulés). Une macération pré-fermentaire à froid est quelquefois pratiquée pendant plusieurs jours. La fermentation alcoolique peut démarrer, à partir des levures indigènes ou le plus souvent après un levurage. Se produit alors l'extraction des polyphénols (tanins et anthocyanes) et autres éléments qualitatifs du raisin (polysaccharides, etc.). L'extraction est favorisée par le pigeage, opération qui consiste à enfoncer jusqu'à deux fois par jour le chapeau de marc dans le jus en fermentation à l'aide d'un outil en bois ou aujourd'hui d'un robot pigeur hydraulique ; plus couramment, l'extraction est conduite par des « remontages », opération qui consiste à pomper le jus depuis le bas de la cuve pour arroser le chapeau de marc et ainsi lessiver les composants qualitatifs du raisin. Les températures de fermentation alcoolique peuvent être plus ou moins élevées suivant les pratiques de chaque vinificateur avec une moyenne générale de 28 à 35 degrés au maximum de la fermentation. La chaptalisation est réalisée si le degré d'alcool est insuffisant : cette pratique est réglementée.
À l'issue d'une fermentation alcoolique d'une dizaine de jours, le vin est décuvé (on obtient le vin de goutte) tandis que le marc restant est pressé (le vin de presse), puis le mélange des deux jus est d'abord débourbé quelques heures (par gravitation) puis la fermentation malolactique est lancée. Enfin, le vin est soutiré et mis en fûts (entonné) ou cuves pour son élevage : le vin s'enrichit lentement au contact des lies. Dans le cas de l'emploi de fût, plus favorable à une micro-oxygénation mais qui doivent être ouillés régulièrement, une partie du vin peut être mise dans des fûts neufs ou vieux d'une année, lui donnant un goût légèrement boisé. L'élevage se poursuit pendant plusieurs mois (12 à 24 mois) puis le vin est le plus souvent collé et filtré avant d'être mis en bouteilles.

### Gastronomie, garde et température
Les vins de l'appellation sont représentatifs de ceux du vignoble de la côte de Beaune par leurs caractéristiques (robe, nez et bouche).
Les puligny-montrachet blancs ont une robe dorée, brillante aux reflets vert ; le nez et la bouche sont marqués par le chardonnay, avec des notes décrites plutôt florales (fleurs blanches : aubépine ou acacia) ou fruitées (fruits jaunes : agrumes), de la noisette, de l'amande, du miel, souvent associées par le passage en fût de chêne à des notes boisées et vanillées. Les blancs se marient avec de la volaille en sauce, du homard, de la langouste, tous les poissons y compris grillés, le jambon persillé, les terrines, les fromages de chèvre, le comté (pas trop vieux ni trop fort), le beaufort et la famille des gruyères (suisse ou français). À servir entre 11 et 13 degrés et peut se garder huit à dix ans.
Les rares puligny-montrachet rouges sont de couleur rubis, avec des arômes de fruits rouges et fruits noirs et une bouche charnu. Il s'accorde bien avec du porc, du veau, de la volaille rôtie, du comté… À servir entre 14 et 16 °C et peut se garder six à huit ans.

## Économie

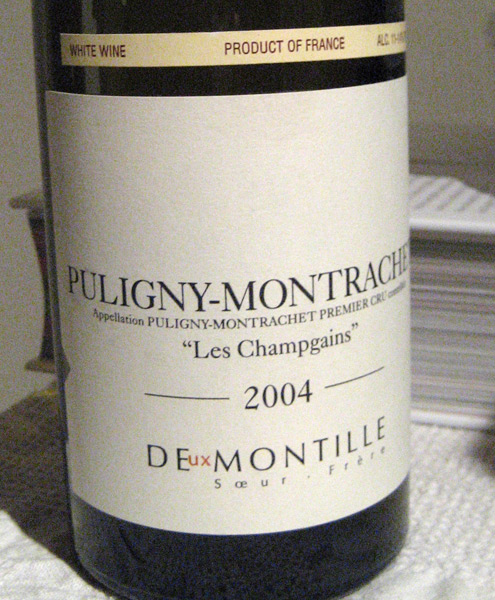
Une bouteille de puligny-montrachet produit par une maison de négoce.

### Structure des exploitations
Il existe des domaines de tailles différentes. Une partie des domaines mettent tout ou une partie de leurs propres vins en bouteilles et s'occupent aussi de les vendre. Les autres, ainsi que ceux qui ne vendent pas tous leurs vins en bouteilles, les vendent aux maisons de négoce. Ces maisons de négoce achètent, en général, le vin fait (vin fini) mais parfois en raisin ou en moût. Elles achètent aux domaines en passant par un courtier en vin qui sert d'intermédiaire moyennant une commission de l'ordre de 2 % à la charge de l'acheteur. Plusieurs vignerons complètent leur production en achetant des moûts à d'autres viticulteurs.
Le prix de l'ouvrée de vignes (un hectare étant subdivisé en 24 ouvrées) au sein de l'appellation est estimé pour 2011 à environ 67 000 euros pour une parcelle de puligny premier cru blanc (ce qui correspond à 1,5 million d'euros pour un hectare) et de 40 000 € pour du puligny blanc (soit 0,9 million d'€ l'ha). À titre de comparaison avec les appellations voisines, cette moyenne est évidemment bien moindre que pour les trois grands crus de la commune (le montrachet est à 550 000 € l'ouvrée, soit théoriquement 12,8 millions d'€ l'ha ; chevalier 450 000 € ; bâtard 400 000 €), un peu moins chère que pour du meursault (90 000 € en premier cru et 44 000 € pour un village), ou du chassagne (85 000 et 41 000 €), mais beaucoup plus que pour un saint-aubin (21 000 et 10 000 €) ou pour un bourgogne blanc générique (2 300 € l'ouvrée sur l'ensemble de la Bourgogne).
Pour une comparaison entre les appellations, on peut aussi prendre les prix pratiqués (en € pour une pièce de 228 l) officiellement pour le calcul des fermages en 2024, qui fournissent une hiérarchie :
- saint-aubin blanc, 2 526 ;
- santenay blanc, 2 758 ;
- puligny-montrachet rouge, 2 991 ;
- chassagne-montrachet rouge, 3 612 ;
- santenay premier cru blanc, 3 868 ;
- saint-aubin premier cru blanc, 4 076 ;
- meursault, 6 233 ;
- chassagne-montrachet blanc, 6 692 ;
- puligny-montrachet blanc, 7 254 ;
- chassagne-montrachet premier cru blanc, 9 272 ;
- puligny-montrachet premier cru Sous le puits, Les Champs Gains, Hameau de Blagny, Les Garennes, ou Les Chalumeaux, 10 855 ;
- meursault premier cru, 11 935 ;
- puligny-montrachet premier cru Les Perrières, Les Referts, Les Champs Canet, ou La Truffière, 12 671 ;
- puligny-montrachet premier cru Les Caillerets, Les Clavaillons, Les Demoiselles, Les Folatières, Les Combettes, ou Les Pucelles, 12 932 ;
- bienvenues-bâtard-montrachet, 50 281 ;
- bâtard-montrachet, 58 123 ;
- chevalier-montrachet, 58 313 ;
- montrachet, 82 468.

### Commercialisation
La commercialisation de cette appellation se fait par divers canaux de vente : dans les caveaux des viticulteurs, dans les boutiques des négociants, dans les salons des vins (vignerons indépendants, etc.), dans les foires gastronomiques, chez un exportateur, dans les cafés, hôtels et restaurants, ainsi que dans les grandes et moyennes surfaces.

### Producteurs de l'appellation
L'appellation puligny-montrachet étant très réputée pour ses vins blancs, de nombreux producteurs bourguignons extérieurs à la commune y ont acheté des parcelles pour étendre leur gamme de vins.
| - Domaine Aegerter, à Nuits-Saint-Georges ; - Domaine Charles Allexant et Fils, à Merceuil ; - Domaine Guy Amiot et Fils, à Chassagne-Montrachet ; - Domaine Robert Ampeau et Fils, à Meursault ; - Domaine d'Ardhuy, à Corgoloin ; - Au Pied du mont Chauve (Michel Picard), à Chassagne-Montrachet ; - Atelier Nysa, à Solutré-Pouilly ; - Domaine Jean-Claude Bachelet, à Saint-Aubin ; - Domaine Vincent Bachelet, à Chassagne-Montrachet ; - Domaine Bachelet-Ramonet Père et Fils, à Chassagne-Montrachet ; - Domaine Bachey-Legros, à Santenay ; - Maison Bader-Mimeur, à Chassagne-Montrachet ; - Domaine Barolet-Pernot Père et Fils, à Saint-Romain ; - Domaine Sylvie Bavard, à Puligny-Montrachet ; - Domaine Anne Bavard-Brooks, à Puligny-Montrachet ; - Domaine Roger Belland, à Santenay ; - Domaine Belleville, Rully ; - Domaine Brigitte Berthelemot, à Meursault ; - Domaine Bitouzet-Prieur, à Volnay ; - Domaine Lucien Boillot, à Gevrey-Chambertin ; - Domaine Bonnardot, à Bonnencontre ; - Domaine Bouard-Bonnefoy, à Chassagne-Montrachet ; - Maison Bouchard Ainé & Fils, à Beaune ; - Domaine Denis Boussey, à Monthelie ; - Maison Éric Boussey, à Bouze-lès-Beaune ; - Domaine Laurent Boussey, à Monthelie ; - Domaine Gilles Bouton et Fils, à Saint-Aubin ; - Domaine Jean-Marie Bouzereau, à Meursault ; - Maison Philippe Bouzereau (Château de Cîteaux), à Meursault ; - Domaine Hubert Bouzereau-Gruere et Filles, à Meursault ; - Domaine Yves Boyer-Martenot, à Meursault ; - Maison Pierre Brisset, à Bligny-lès-Beaune ; - Domaine Buisson-Battault et fils, à Meursault ; - Domaine Charles Buisson, à Meursault ; - Domaine Christophe Buisson, à Saint-Romain ; - Domaine Michel Caillot, à Meursault ; - François Carillon, à Puligny-Montrachet ; - Domaine Louis Carillon & Fils, à Puligny-Montrachet ; - Domaine Jérôme Castagnier, à Morey-Saint-Denis ; - Domaine Chapelle de Blagny (Étienne de Bréchard), à Puligny-Montrachet ; - Caveau de Chassagne, à Chassagne-Montrachet ; - Caveau de Puligny-Montrachet, à Puligny-Montrachet ; - Maison Champy, à Beaune ; - Domaine Chanson, à Beaune ; - Maison Chanzy, à Bouzeron ; - Maison Olivier Chanzy, à Meursault ; - Maison Chartron et Trebuchet, à Meursault ; - Domaine Jean Chartron, à Puligny-Montrachet ; - Château de Chamilly, à Chamilly ; - Château de la Crée, à Santenay ; - Château de Melin, à Auxey-Duresses ; - Domaine du Château de Meursault, à Meursault ; - Château de Puligny-Montrachet (domaine de Montille), à Puligny-Montrachet ; - Domaine Jean-Louis Chavy, à Puligny-Montrachet ; - Domaine Alain Coche-Bizouard, à Meursault ; - Domaine Marc Colin et Fils, à Saint-Aubin ; - Domaine Comtesse de Chérisey (Hélène de Chérisey et Laurent Martelet), à Puligny-Montrachet ; - Domaine Coudray-Bizot (Château David de Beaufort), à Beaune ; - Domaine Julien Cruchandeau, à Nuits-Saint-Georges ; - Maison François D'Allaines, à Demigny ; - Vins Henri Darnat, à Meursault ; - Domaine de la Choupette (Gutrin Fils), à Santenay ; - Domaine du Cellier aux Moines, à Givry ; - Vigne de l'Hospital de Dijon (Domaine du Château de Marsannay), à Marsannay-la-Côte ; - Domaine du Château du Val de Mercy, à Chitry ; - Maison Joseph Drouhin, à Beaune ; - Domaine Duchemin, à Sampigny-lès-Maranges ; - Domaine des Ducs de Magenta Marquis de Mac Mahon (Château de Sully), à Sully ; - Domaine Vincent Dureuil-Janthial, à Rully ; - Raymond Dupont-Fahn, à Tailly ; - Domaine Arnaud Ente, à Meursault ; - Jean-Charles Fagot, à Corpeau ; - Domaine Faiveley, à Nuits-Saint-Georges ; - Domaines Famille Picard, à Chassagne-Montrachet ; - Maison Fatien Père & Fils, à Beaune ; - Domaine Jean Féry et Fils, à Échevronne ; | - Domaine Jean-Philippe Fichet, à Meursault ; - Domaine Fougeray de Beauclair, à Marsannay-la-Côte ; - Maison Alex Gambal, à Beaune ; - Domaine Florent Garaudet, Monthelie ; - Domaine Jean-Michel Gaunoux, à Meursault ; - Domaine Génot-Boulanger (Aude et Guillaume Lavollée), à Meursault ; - Domaine Vincent Girardin, à Meursault ; - Domaine Bernard et Thierry Glantenay, à Volnay ; - Domaine Guillemard-Clerc, à Puligny-Montrachet ; - Domaine Henri de Villamont, à Savigny-lès-Beaune ; - Domaine Huber-Verdereau, à Meursault ; - Maison Louis Jadot, à Beaune ; - Maison Jaffelin, à Beaune ; - Domaine Philippe Jeannot, à Meursault ; - Domaine François et Antoine Jobard, à Meursault ; - Domaine Albert Joly, à Puligny-Montrachet ; - Domaine Jomain, à Puligny-Montrachet ; - Maison Labouré-Roi, à Nuits-Saint-Georges ; - Domaine Hubert Lamy, à Saint-Aubin ; - Sylvain Langoureau, à Saint-Aubin ; - Domaine Larue, à Saint-Aubin ; - Domaine Roger Lassarat, à Vergisson ; - Domaine Vincent Latour, à Meursault ; - Maison Leblanc-Ruelle et fils, à Beaune ; - Olivier Leflaive, à Puligny-Montrachet ; - Domaine Vincent Legou, à Nuits-Saint-Georges ; - Domaine Lejeune, à Pommard ; - Domaine Les Héritiers Saint-Genys, à Chassagne-Montrachet ; - Les Parcellaires de Saulx, à Meursault ; - Domaine Loubet-Dewailly, à Beaune ; - Maison Louis Latour, à Beaune ; - Domaine du lycée viticole de Beaune, à Beaune ; - Maison Marchand-Tawse, à Nuits-Saint-Georges ; - Domaine Maroslavac-Léger, à Puligny-Montrachet ; - Maison Pierre-Yves Masson, à Beaune ; - Domaine Michelot, à Meursault ; - Domaine Philippe Milan et Fils, à Chassey-le-Camp ; - Domaine Bernard Millot, à Meursault ; - Domaine Patrick Miolane, à Saint-Aubin ; - Caveau Moillard, à Nuits-Saint-Georges ; - Domaine André Moingeon et Fils, à Saint-Aubin ; - Domaine Moissenet-Bonnard, à Pommard ; - Domaine Jean Monnier, à Meursault ; - Domaine Éric Montchovet, à Nantoux ; - Domaine Jean-Jacques Morel, à Saint-Aubin ; - Maison Pierre Morey & Morey-Blanc, à Meursault ; - Domaine Bernard Morey et Fils, à Chassagne-Montrachet ; - Domaine et maison Morey-Coffinet, à Chassagne-Montrachet ; - Domaine Lucien Muzard et Fils, à Santenay ; - Cave de Nolay, à Nolay ; - Domaine Nudant, à Ladoix-Serrigny ; - Maison Philippe Pacalet, à Beaune ; - Domaine Jean Pascal Père et Fils, à Puligny-Montrachet ; - Patriarche Père et Fils, à Beaune ; - Domaine Paul Pernot et ses Fils, à Puligny-Montrachet ; - Domaine Fernand & Laurent Pillot, à Chassagne-Montrachet ; - Domaine Jean-Marc Pillot, à Chassagne-Montrachet ; - Domaine Pitoiset, à Meursault ; - Domaine Pascal Pouhin, à Meursault ; - Domaine de la Pousse d'Or, à Volnay ; - Domaine Jacques Prieur, à Meursault ; - Maison Prosper Maufoux, à Saint-Aubin ; - Domaine Henri Prudhon & Fils, à Saint-Aubin ; - Domaine Pierre Ravaut, à Ladoix-Serrigny ; - Caves Ropiteau Frères (groupe Boisset), à Meursault ; - Domaine Roux, à Saint-Aubin ; - Domaine Saint-Fiacre (Aline et Joël Patriarche), à Tailly ; - Étienne Sauzet, à Puligny-Montrachet ; - Domaine Seguin-Manuel, à Beaune ; - Domaine Sigaut, à Chambolle-Musigny ; - Domaine des Terres de Velle (Sophie & Fabrice Laronze), à Auxey-Duresses ; - Domaine Gérard Thomas et Filles, à Saint-Aubin ; - Domaine Thomas-Collardot, à Puligny-Montrachet ; - Veuve Henri Moroni, à Puligny-Montrachet ; - Domaine Anne-Marie et Jean-Marc Vincent, à Santenay ; - Domaine de la Vougeraie, à Premeaux-Prissey ; etc. |